# Châtaigniers de Tournebride

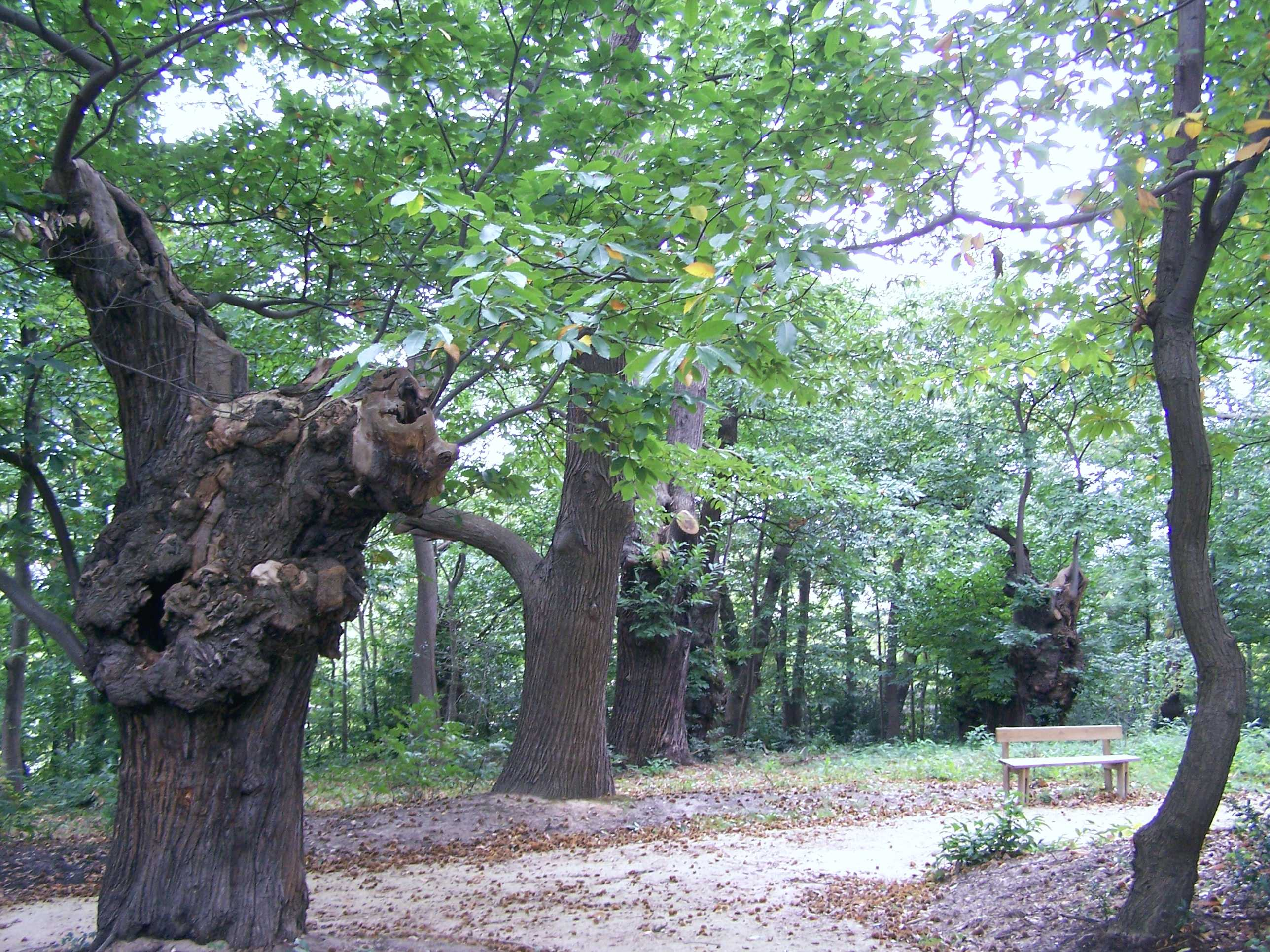
Les châtaigniers.

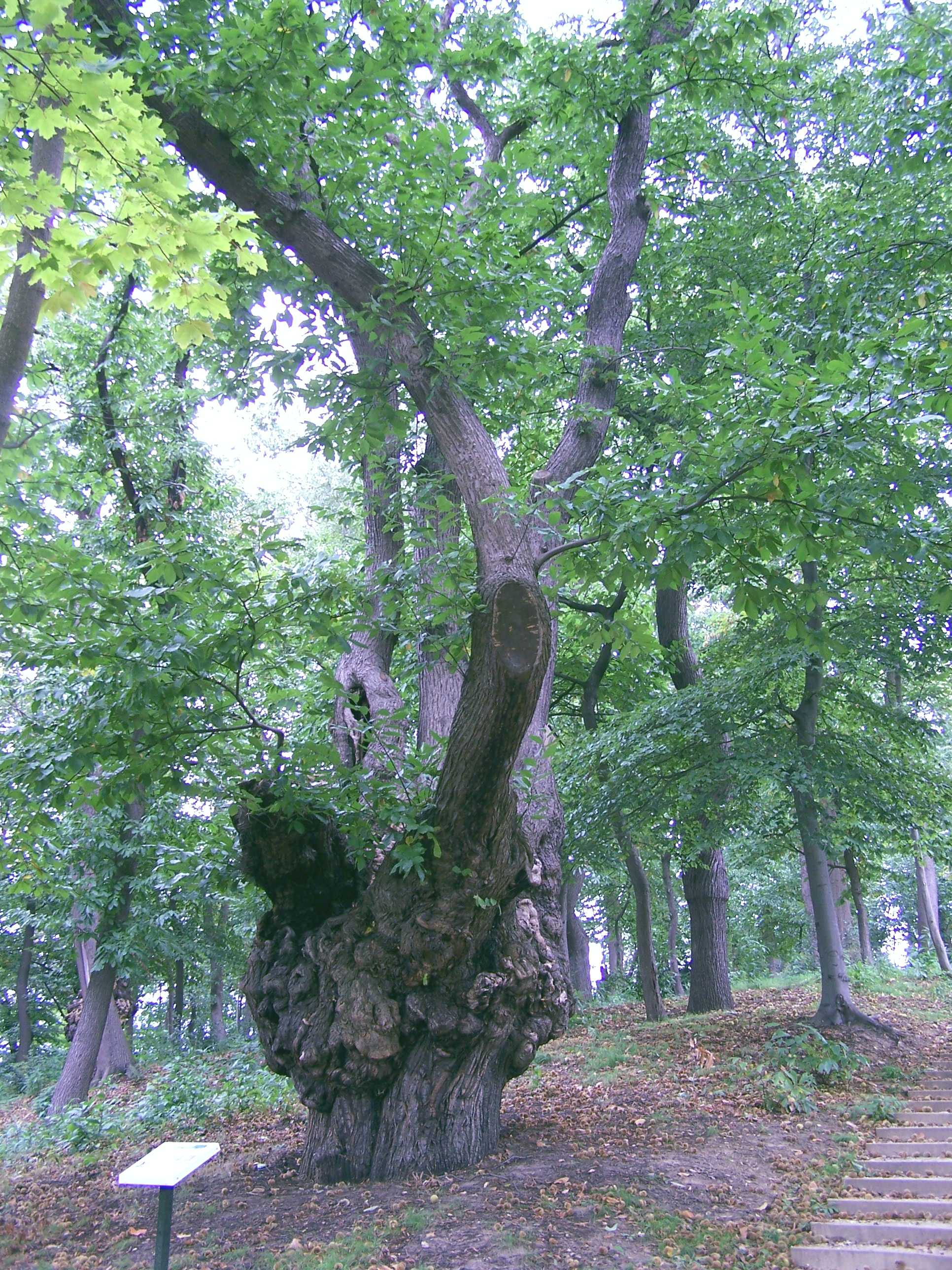
Un tronc.

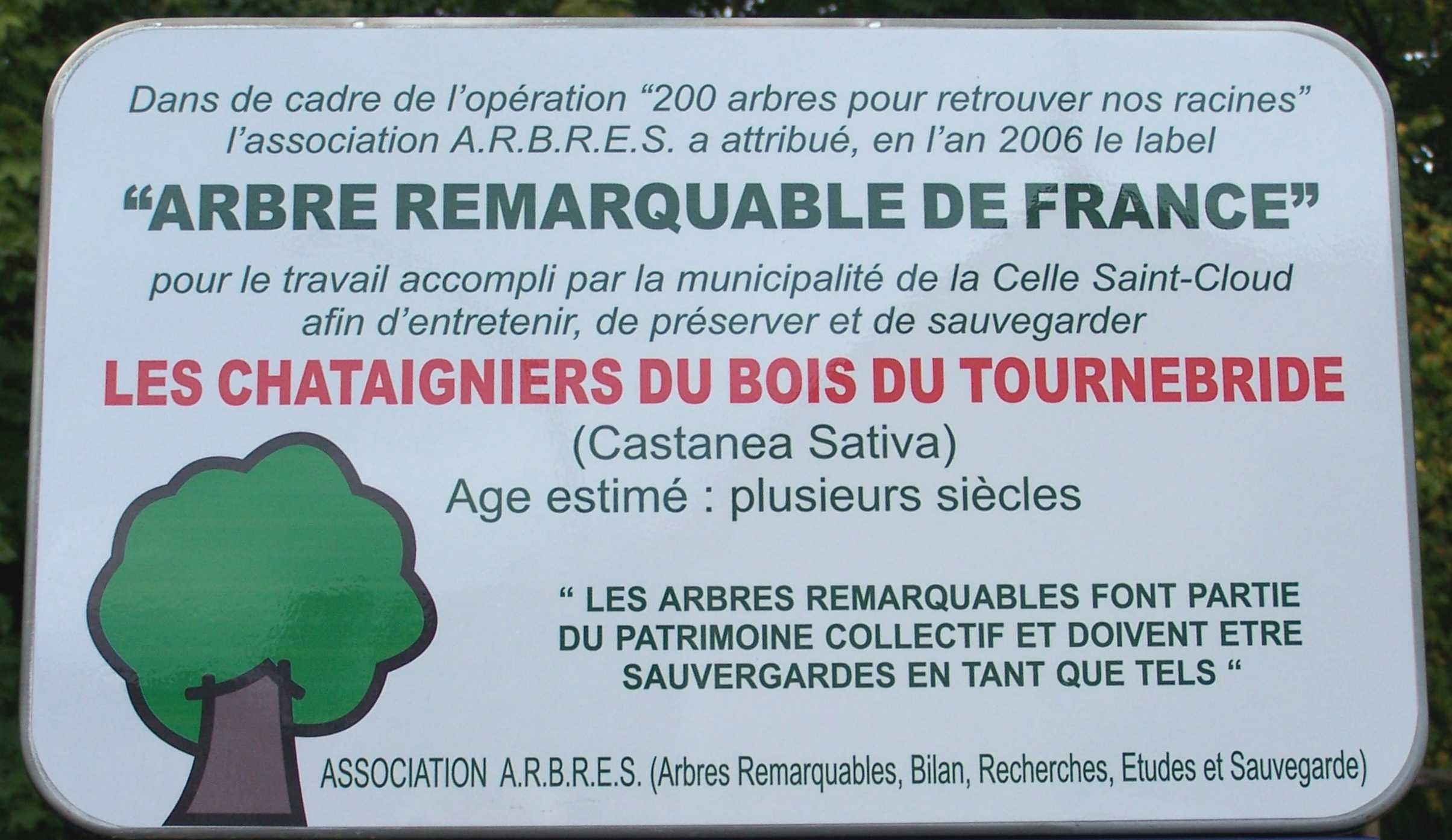
Panneau d'attribution du label.

Les châtaigniers de Tournebride sont des arbres séculaires qui se trouvent dans le bois du Tournebride à La Celle-Saint-Cloud dans le département des Yvelines (France).

## Présentation
Ces arbres ont reçu en janvier 2006 le label « arbre remarquable de France » attribué par l'association A.R.B.R.E.S. (Arbres remarquables, bilan, recherches, études et sauvegarde).
En 1865, Alfred Sisley peint dans les bois de La Celle-Saint-Cloud Allée de châtaigniers à La Celle-Saint-Cloud qu'il envisagea vraisemblablement d'exposer au Salon de Paris en 1867 (aujourd'hui au Musée du Petit Palais à Paris) avec Bazille, sa première toile répertoriée peinte sur le motif. Il en réalisera au moins 2 autres sur ce sujet, dont la même année, une toile variante portant le même titre, aujourd'hui à l'Ordrupgaard museum de Copenhague et en 1867 Allée de châtaigniers près de La Celle Saint-Cloud, exposé au Salon de Paris en 1868, aujourd'hui à la Southampton City Art Gallery.
Paul Morand (1888-1976), écrivain et grand voyageur, notait aussi : « La Celle Saint-Cloud est un endroit admirable. Les châtaigniers y sont plus beaux qu'en Corse, en Ardèche. »